# Hipoepa pusilla
Hipoepa pusilla là một loài bướm đêm trong họ Noctuidae.